# Нескромные
«Нескромные» (англ. Splitsville) — американская комедия 2025 года режиссёра Майкла Анджело Ковино по сценарию, который он написал в соавторстве с Кайлом Марвином. Главные роли в фильме исполнили Дакота Джонсон (которая также стала продюсером фильма), Адриа Архона, Кайл Марвин, Ковино, Николас Браун, Дэвид Кастанеда, Чарли Гиллеспи и Саймон Уэбстер. Сюжет рассказывается о двух парах, дружба которых перерастает в конфликт, когда муж разводящейся пары спит с женой пары, состоящей в законном браке.
Мировая премьера фильма состоялась 19 мая 2025 года в рамках 78-го Каннского кинофестиваля. В широкий прокат фильм выйдет 22 августа 2025 года.

## Сюжет
Когда Эшли просит развода, добродушный Кэри идёт за поддержкой к своим друзьям, Джули и Полу. Их секрет счастья — свободный брак, то есть до тех пор, пока Кэри не переступит черту и не ввергнет все их отношения в хаос.

## В ролях
- Адриа Архона — Эшли
- Кайл Марвин — Кэри
- Майкл Анджело Ковино — Пол
- Дакота Джонсон — Джулия
- Николас Браун — Мэтт, менталист
- Дэвид Кастаньеда
- О-Т Фагбенле
- Чарли Гиллеспи — Джексон
- Саймон Уэбстер — Рус
- Тайрон Бенскин — доктор Отт
- Джессика Матурин — Кери

## Производство
В августе 2024 года было объявлено, что Майкл Анджело Ковино, Адриа Архона, Дакота Джонсон и Кайл Марвин присоединились к актёрскому составу фильма, Ковино стал режиссёром фильма по сценарию, который он написал вместе с Марвином. Продюсерами выступят компании Topic Studios и Neon, а дистрибьютором — Neon. Джонсон выступит в качестве продюсера под своим брендом TeaTime Pictures, в то время как Архона будет исполнительным продюсером вместе с Полом Барбо. В ноябре 2024 года Николас Браун, Дэвид Кастанеда и О-Т Фагбенле присоединились к актёрскому составу фильма.
Основные съёмки начались в сентябре 2024 года и завершились к октябрю 2024 года.
Мировая премьера фильма состоялась 19 мая 2025 года на 78-м Каннском кинофестивале. Кинопрокат в Соединенных Штатах запланирован на 22 августа 2025 года, а затем он выйдет в широкий прокат 5 сентября 2025 года.